# Takami Jun

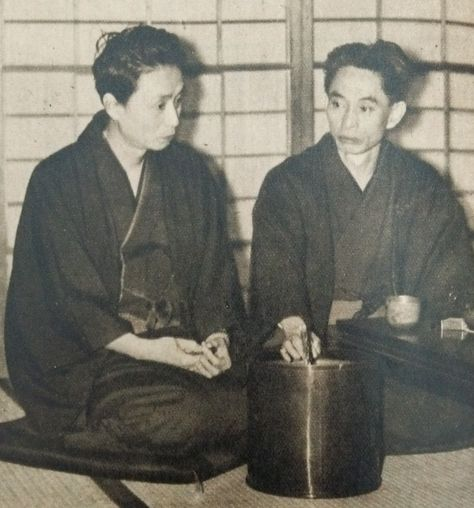
Takami Jun mit Kawabata Yasunari, r.

Takami Jun (japanisch 高見 順, eigentlich: Takama Yoshio (高間 芳雄); * 30. Januar 1907 in der Präfektur Fukui; † 17. August 1965) war ein japanischer Schriftsteller.

## Leben und Wirken
Takami Jun schloss sich während seines Studiums an der Universität Tokio einer linken Studentengruppe an und veröffentlichte in deren literarischer Zeitschrift Sayoku Geijutsu (左翼芸術). Nach dem Abschluss des Studiums arbeitete er für Columbia Records und betätigte sich als proletarischer Schriftsteller. Auf der Grundlage des Friedenssicherungsgesetzes wurde er unter dem Verdacht verhaftet, Mitglied der Kommunistischen Partei zu sein und gezwungen, sich von der linken Ideologie zu distanzieren. Über den Pein seiner erzwungenen politischen Konvertierung (japanisch tenkō (転向)) stellte er in der Erzählung Kokyū wasure ubeki (故旧忘れ得べき, „Sollte man alte Freunde vergessen“) dar, die 1935 für den ersten Akutagawa-Preis nominiert wurde. Mit Ikanaru hoshi no moto ni (如何なる星の下に, „Unter welchem Stern auch immer“) etablierte er sich 1940 als beachteter Erzähler in Japan.
Seine autobiografisch gefärbten Romane zeigen ein ironisches Selbstmitleid, seine Dekadenz und seine Konvertierung betreffend. 1945 beteiligte er sich u. a. mit Kawabata Yasunari an der „Kamakura Bunko“ (鎌倉文庫) genannten Leihbuchhandlung und unterstützte 1962 die Gründung des „Nihon Kindai Bungaku-kan“ (日本近代文学館), eines Museums für Literatur der Gegenwart in Tokio. Nach dem Zweiten Weltkrieg veröffentlichte Takami vorrangig Lyrik, beginnend mit dem Gedichtband Jumoku-ha (樹木派). 1959 erhielt er den Mainichi-Kulturpreis für „Aufstieg und Niedergang der Shōwa-Literatur“. Für den Gedichtband Shi no fuchi yori (死の淵より, „Am Rande des Todes“), erhielt er den Noma-Preis. Außerdem erschien Takami Jun nikki (高見順日記), sein Tagebuch der Kriegs- und Nachkriegszeit. In seinen letzten Lebensjahren arbeitete er an einer Romanreihe über die Shōwa-Zeit, die er jedoch nicht mehr vollenden konnte.
1965 wurde Takami als „Person mit besonderen kulturellen Verdiensten“ ausgezeichnet.
1970 bis 1974 erschien eine Gesamtausgabe (高見順全集) in 20 Bänden.

## Werke
- 1936: Kokyū wasure ubeki (故旧忘れ得べき), Erzählung
- 1940: Ikanaru hoshi no moto ni (如何なる星の下に), Erzählung
- 1950: Jumoku-ha (樹木派), Gedichte
- 1958: Shōwa bungaku seisui-shi (昭和文学盛衰史), Roman
- 1963: Iya na kanji (いやな感じ), Roman
- 1963: Gekiryū (激流), Roman
- 1963: Ōinaru te no kage (大いなる手の影), Roman
- 1964: Shi no fuchi yori (死の淵より, Aus dem Abgrund des Todes), Gedichte[1]
- 1964 bis 1965: Takami Jun nikki (高見順日記), Tagebuch